# Ciclina D2
La ciclina D2 específica de G1/S (CCND2) es una proteína que es codificada en humanos por el gen CCND2.
Esta proteína pertenece a una familia de ciclinas muy conservadas, cuyos miembros se caracterizan por aparecer de forma muy abundante a lo largo del ciclo celular. Las ciclinas funcionan como reguladores de las quinasas dependientes de ciclinas o Cdks. Diferentes ciclinas muestran patrones de expresión y de degradación que contribuyen a la coordinación temporal de cada evento de la mitosis. La ciclina D2 actúa como subunidad reguladora de un complejo formado con Cdk4 o Cdk6 y su actividad es necesaria para la transición G1/S del ciclo celular. Además, esta proteína también ha demostrado estar implicada en la fosforilación de la proteína supresora de tumores Rb. Estudios llevados a cabo en ratones knockout para el gen homólogo de la ciclina D2 sugieren un papel esencial de esta ciclina en la proliferación granulosa del ovario y de las células germinales. También se han observado elevados niveles de expresión de este gen en tumores de ovario y de testículo.